# Tamalan (district)
Tamalan est l'un des districts de la sous-préfecture de Lisso, situé dans la préfecture de Boffa en république de Guinée,

## Géographie

### Démographie
- En 2014, le district comptait 39 habitants selon les RGPH 2014, page 138[3].